# Manuel de Seabra
Ernesto Manuel de Seabra Ferreira Bértolo (Lisboa, 7 de julho de 1932 — Barcelona, 22 de maio de 2017), conhecido como Manuel de Seabra, foi um escritor, jornalista e tradutor português.
Era especializado em tradução para o português de literatura catalã. Entre os livros que traduziu estão Fèlix Cucurull i Tey, Pere Calders, Salvador Espriu i Víctor Mora Pujadas, e publicou antologias de poetas catalães e contista (contos Horror Catalão, 1950).
Nasceu em Lisboa, de uma família aristocrática empobrecida, estudou história e filosofia e fez escola de atores no Conservatório de Lisboa. Devido ao seu engajamento político contra o regime de Salazar, foi preso e teve de sair de Portugal, viveu na Suécia, França e Grã-Bretanha, viveu em Londres, onde trabalhou na emissora BBC. Viveu intermitentemente desde 1954 em Barcelona e Lisboa, onde foi correspondente para o Today. Também escreveu ficção e traduções da poesia de Mao Zedong e Vladimir Maiakovski, Mikhail Bulgakov e romances de Jorge Amado. Em 1999 foi eleito presidente da ACEC Colegiada (Associação de Escritores de Catalunya). Membro correspondente do Instituto de Menezes Braganza, em Goa. Em 2001 o governo catalão concedeu-lhe a Cruz de São Jorge.
Junto com sua esposa Vimala Devi, criou O Grande Dicionário Português-Catalão.

## Em português
- Eu e o diabo (1950)
- Cântico necessário (1954)
- Terra de ninguém (1959)
- O retrato esboçado (1960)
- O fogo sagrado (1961)
- Os sobreviventes (1965)
- 85 poemas realistas (1974)
- Os rios sem nome (1982)
- A literatura indo-portuguesa (1971), com Vimala Devi
- Os exércitos de Paluzie (1982)
- Conheces Blaise Cendrars (1984)
- Promessa às escuras (1994)
- O dia em que Jesus traiu Judas (1996)
- A reforma dos cavalos (1998)
- Bar-Mitzvah (2001)
- Odiai-vos uns aos outros (2003)

## Em catalão
- Els exèrcits de Paluzie (1982)
- Coneixes Blaise Cendrars? (1984)
- Paisatge amb figures (1986)
- Fer senyors a la Plaça Roja (1986)
- El dia que Jesús va trair Judes (1995)
- Odieu-vos els uns als altres (2004)
- Diccionari portuguès-català (1985), com Vimala Devi
- Diccionari català-portuguès (1989), com Vimala Devi

## Em esperanto
- Antologio de portugalaj rakontoj (redactor) (1959)
- La armeoj de Paluzie (1996)
- Promeso en obskuro (1997)
- La tago kiam Jesuo perfidis Judason (2001)
- Ĉu vi konas Blaise Cendrars? (2007)